# Železná studnička

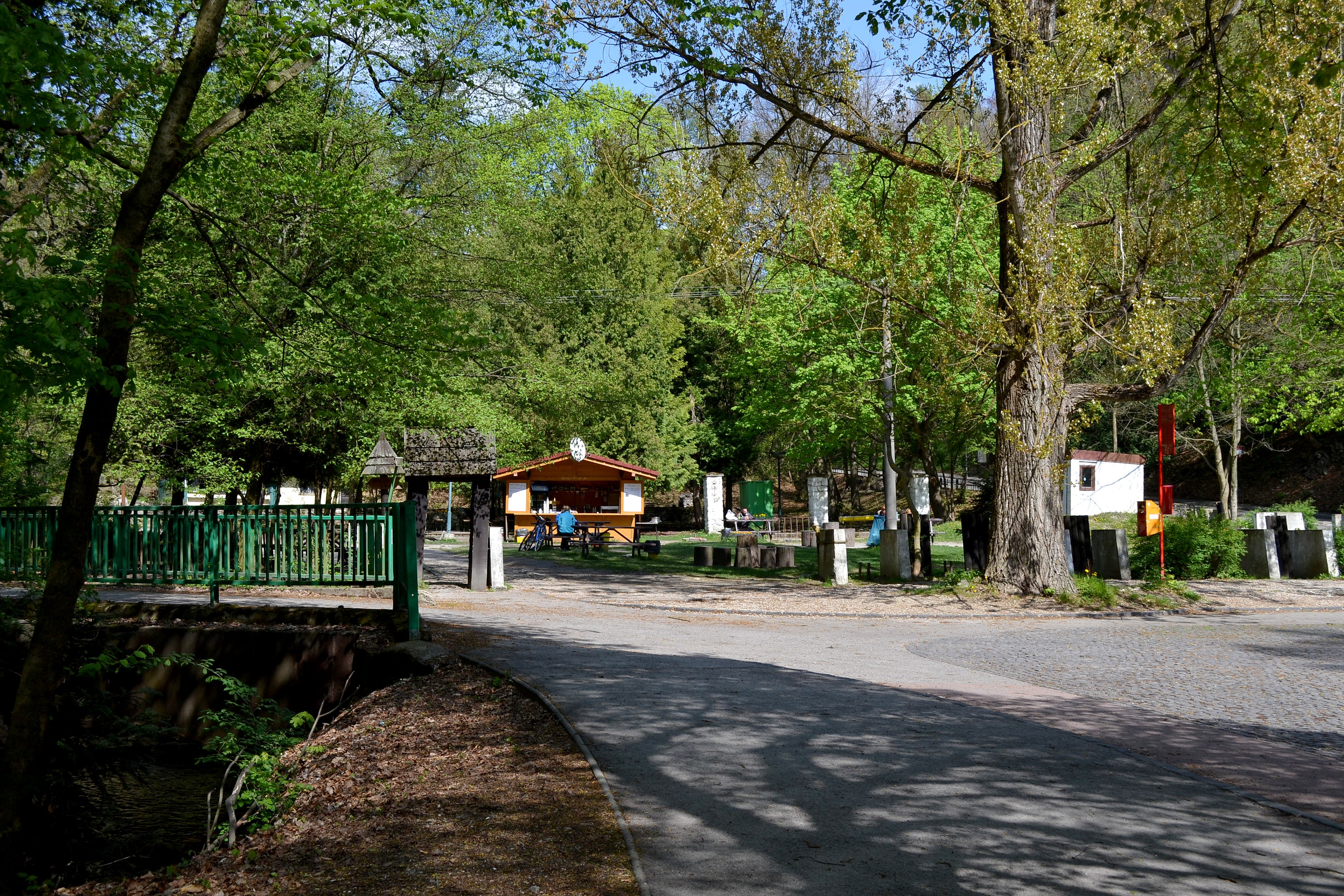
Blick auf das Areal von Železná studnička

Železná studnička, deutsch Eisenbrünnl (oder Eisenbrünnel, ungarisch Vaskutacska; alternativ: Železná studienka), ist eine Erholungsstätte und historisches Bad in der slowakischen Hauptstadt Bratislava. Sie befindet sich am oberen Ende des Tals Mlynská dolina (deutsch Mühltal) in den Kleinen Karpaten, am Bach Vydrica (deutsch Weidritz) und liegt innerhalb des Waldparks Bratislava. Administrativ gehört Železná studnička zur Katastralgemeinde Vinohrady im Stadtteil Nové Mesto.

## Geschichte

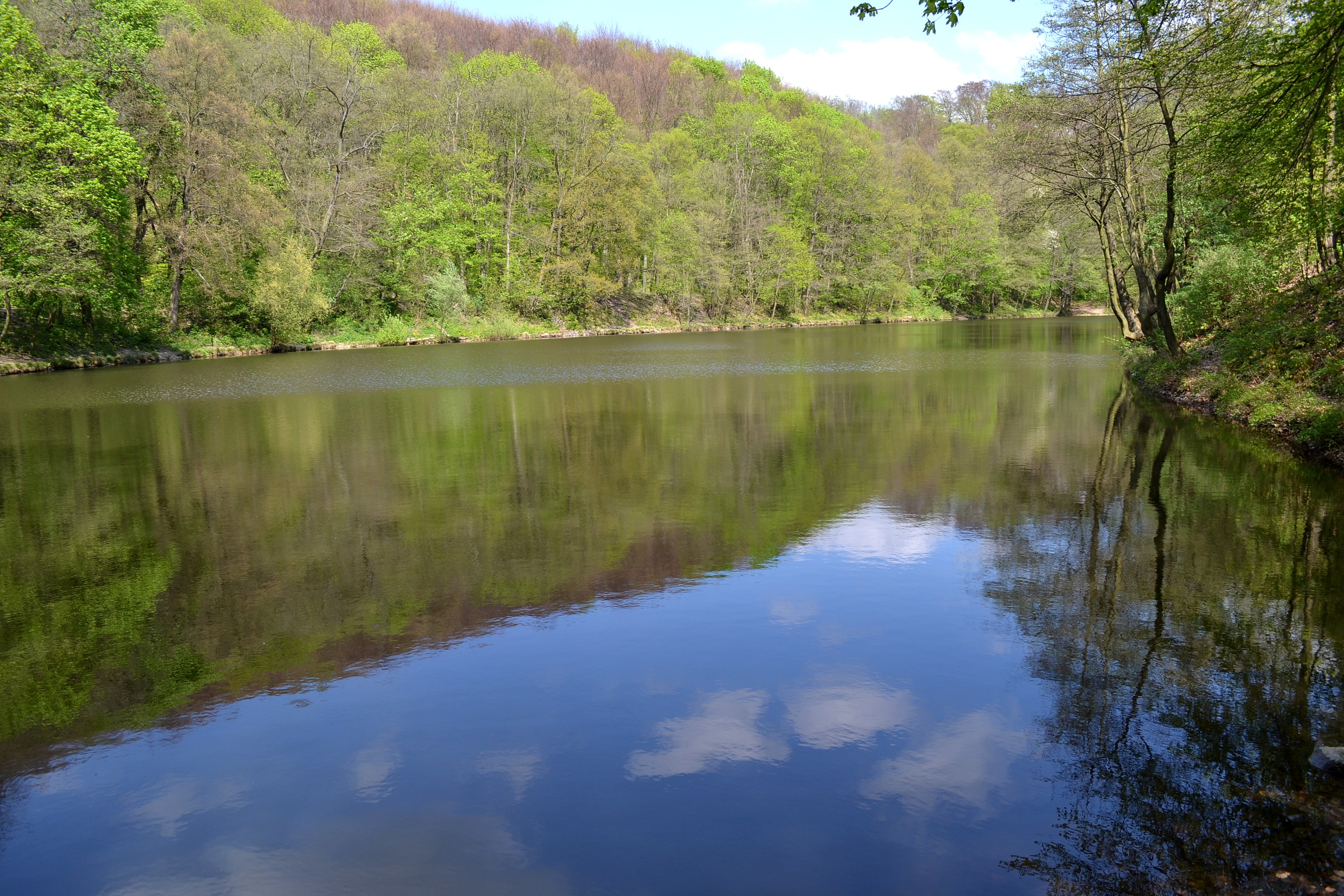
Einer der Teiche bei Železná studnička

Seinen Namen verdankt Železná studnička einer eisenhaltigen Quelle, die den örtlichen Müllern wahrscheinlich seit dem frühen 19. Jahrhundert bekannt war. 1821 ließ der Pressburger Tischler Johann Tronner, nachdem er die Erlaubnis vom Stadtrat erhalten hatte, vier Badekabinen und drei kleine Räume aus Holz errichten. Diese gewannen nach kurzer Zeit an Popularität, deshalb untersuchte der Stadtrat die Möglichkeit, das Bad in eigener Regie zu führen, nachdem eine chemische Analyse ein hohes Gehalt an Eisenoxid festgestellt hatte. Nachdem die Konzession an Tronner im September 1826 abgelaufen war, suchte der Stadtrat einen neuen Betreiber. Ein Protest der fünf Müller, die dort ein Teich zur Versorgung ihrer Mühlen bauen wollten, wurde abgewiesen.
Den Zuschlag erhielt der Unternehmer Joseph Bergameny und begann sofort mit dem Bau eines neuen Kurhauses, hatte aber finanzielle Schwierigkeiten. Eine Bitte um ein Darlehen in Höhe von 15.000 Gulden und später 5.000 Gulden wurde vom Waisenamt wegen ungenügender Bürgschaft abgelehnt. Schließlich konnte Bergameny ein Darlehen in Höhe von 6.000 Gulden erhalten und der Rohbau wurde im August 1827 fertiggestellt. Die Kosten betrugen 19.567 Gulden und 21 2/3 Kreuzer. Am 18. Juni 1828 veröffentlichte die Preßburger Zeitung eine Anzeige, in der er die Eröffnung des Kurhauses am 22. Juni bekanntgegeben hatte. Die feierliche Einweihung fand am 7. Juni 1830 und das Bad erhielt nach dem herrschenden Kaiser Ferdinand V. den Namen Ferdinandbad. Die Wassertemperatur wurde bei 9,20 °R (entspricht 11,5 °C) bei einer Lufttemperatur von 16,5 °R (20,6 °C). Neben den Behandlungen vor Ort wurde das Wasser abgefüllt und in einer der städtischen Apotheken zum Verkauf angeboten.
1844 kaufte der Pressburger Weinhändler Jakob Palugyay das Bad und machte es noch weiter berühmt, sodass es 1847 zum Treffpunkt der ungarischen Aristokratie und Abgeordneten des ungarischen Landtags wurde. Im weiteren Verlauf wurde Johann Mayer neuer Besitzer, abgelöst im Jahr 1890 durch Louis Schmidt, bevor die Stadt 1894 zum alleinigen Besitzer des ganzen Areals wurde. Zu dieser Zeit war aber die Mineralquelle verschwunden, nachdem sie möglicherweise durch den Bau zweier Teiche in den 1840er Jahren beeinträchtigt worden waren und eine erneute chemische Analyse von 1857 einen verminderten Gehalt an Eisenoxid festgestellt hatte.
Der letzte große Umbau wurde im Jahr 1938 durchgeführt, allerdings schon in den 1960er Jahren war das Haus in baufälligem Zustand und 1970 abgerissen. Heute stehen an ebendiesem Standort einige Imbissstuben. 2020 stellte die Stadt Bratislava ein Projekt vor, das mit der Generalerneuerung das Areals mit gleichzeitig gewährleistetem Naturschutz rechnet. Die Bauarbeiten sollen im Jahr 2021 beginnen.

## Verkehr

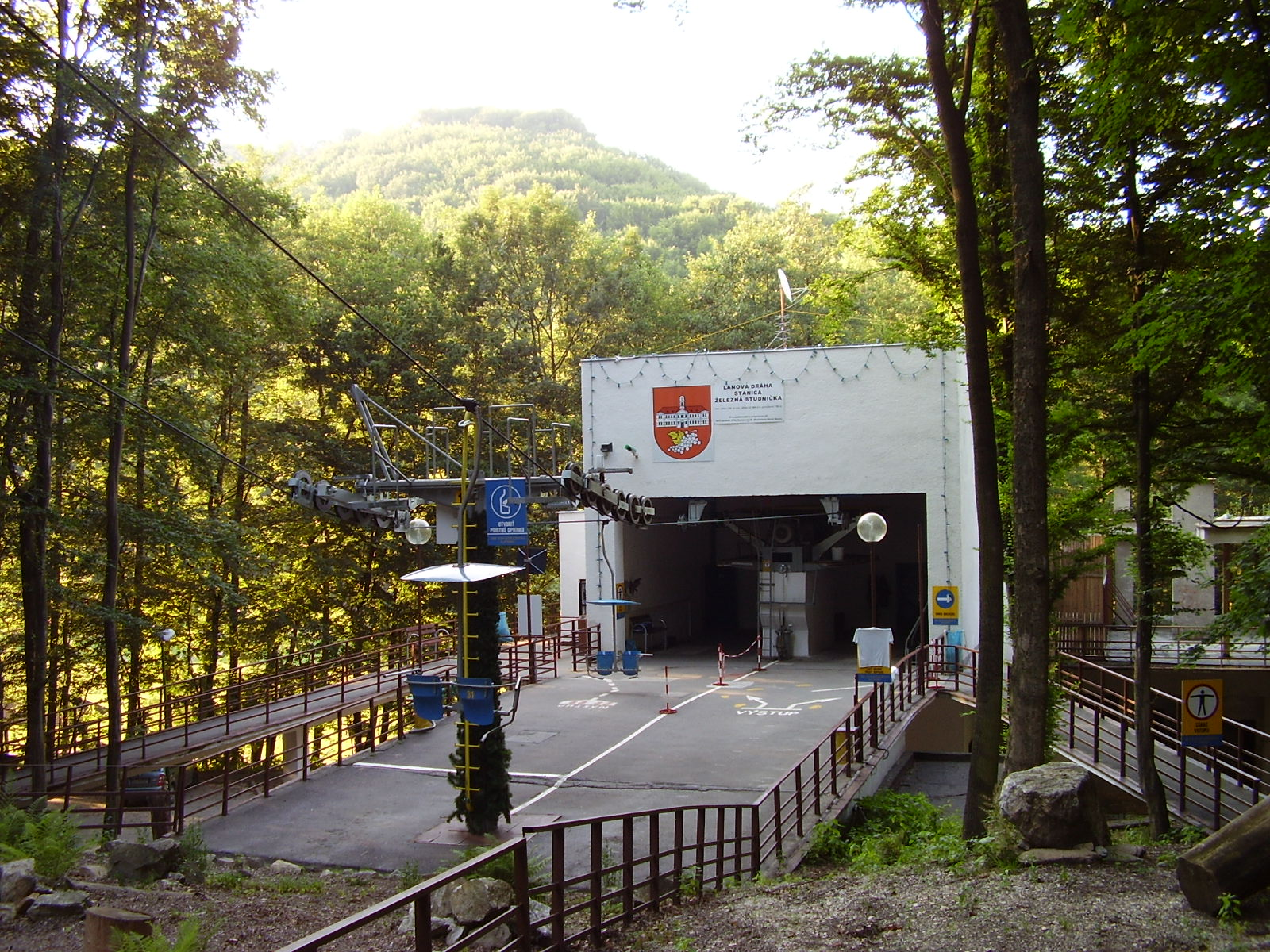
Talstation Železná studienka der Sesselbahn

Ursprünglich gewährleistete ein Fiakerdienst den Transport der Kurgäste zwischen der Stadt und dem Bad. 1909 nahm die Gleislose Bahn Preßburg–Eisenbrünnl, ein früher Oberleitungsbus-Betrieb, den Dienst auf, musste aber kriegsbedingt im Jahr 1915 eingestellt werden. Das seit 1941 bestehende moderne Oberleitungsbusnetz der Stadt erreicht nur die Haltestelle ŽST Železná studienka nahe der Bahnhaltestelle Bratislava-Železná studienka an der Bahnstrecke Wien–Bratislava (etwa zweieinhalb Kilometer entfernt), nach Železná studnička fährt hingegen nur die Autobus-Linie 43.
Zwischen Železná studnička und Koliba verkehrt eine Sesselbahn.